# گرانیت‌ویل (کالیفرنیا)
گرانیت‌ویل (به انگلیسی: Graniteville) یک منطقهٔ مسکونی در ایالات متحده آمریکا است که در شهرستان نوادا، کالیفرنیا واقع شده است. گرانیت‌ویل ۳٫۸۵۳ کیلومتر مربع مساحت و ۱۱ نفر جمعیت دارد و ۱٬۵۱۷٫۰۱ متر بالاتر از سطح دریا واقع شده است.